# Подгорнов, Сергей Вячеславович

## Биография
- Мастер спорта Российской Федерации по всестилевому каратэ
- Победитель кубка России по всестилевому каратэ ( г. Уфа 2018)
- Участник кубка Мира по киокусинкай каратэ Мацушима в г. Шанхай 2018[источник не указан 2399 дней]
- Обладатель 2-го дана Шисоку-Каратэ
- Призёр чемпионата России по Ояма каратэ ( юниоры)
- Призёр чемпионата Санкт-Петербурга по киокусинкай каратэ
- Чемпион СЗФО по киокусинкай каратэ
- Призёр и чемпион международных турниров по Ояма и Эншин каратэ[каких?][источник не указан 2399 дней]
- Победитель и призёр Всероссийских соревнований по всестилевому каратэ[каких?][источник не указан 2399 дней]